# Sjevernoamazonski aravački jezici
Sjevernoamazonski aravački jezici, prema jednoj klasifikaciji naziv za skupinu aravačkih jezika koji su se govorili ili se govore u Južnoj Americi sjeverno od rijeke Amazone.
Prema Mcquownu (1955) i Greenbergu (1956)
Venezuela*, Brazil: Adzaneni (Kol.; Bra.?), Amariba (Gvajana), Arawak (Ven., Gvajana, Surinam, Fr. Gijana, Bra.), Arequena (Bra., Ven., Kol.), Arua, Aruaqui, Atorai (Gvajana, Bra.), Avani (Ven., Kol.), Barauna, Bare*, Cariaia, Carutana, Catapolitani, Caua (Brazil; Kol.?), Cauichana, Cauyari (Kol.), Cuati (Bra.; Kol.), Guaniare*, Guinao*, Huhuteni, Ipeca (Bra.; Kol.?), Itayaine, Jabaana, Jauarete, Jumana, Jurupari, Maiopitian, Maipuri*, Manao, Mandauaca, Mapanai, Maraon (Fr. Gijana; Bra.?), Mariate, Masaca*, Matapi (Kol.), Moriuene, Palicur (Bra., Fr. Gijana), Passe, Quirruba (Kol.), Siuci, Tapiira (Kol., Bra.), Tariana, Uainuma, Uapichana (Bra., Gvajana), UirinYavitero (Ven.; Kol.?), Yucuna (Kol.).